# Kuntanahalli, Malur
Kuntanahalli là một làng thuộc tehsil Malur, huyện Kolar, bang Karnataka, Ấn Độ.